# Logo
Un logo (troncatura di logotipo; plurale "logo" o "loghi", dal greco λόγος – logos che significa "parola" e τύπος – typos che invece significa "lettera") è la figura, che solitamente rappresenta un prodotto, un servizio, un'azienda, un'organizzazione, un gruppo musicale o altro ancora; tipicamente è costituito da un simbolo o da un marchio o da una versione o rappresentazione grafica di un nome o di un acronimo che prevede l'uso di un lettering ben preciso.

## Storia
Tra il 70.000 a.C. e il 7000 a.C., popoli primitivi di tutto il mondo hanno posto le basi delle arti grafiche dipingendo animali nelle grotte. Intorno all'8000 a.C., le persone in Assiria, Egitto, Cartagine, Persia, Media e Mesopotamia crearono ceramiche che comunicavano informazioni estetiche, etiche, culturali, sociopolitiche e religiose. Anche in questi tratti lontani e primitivi della storia, popoli e culture rappresentavano se stessi e le loro idee con simboli e illustrazioni.

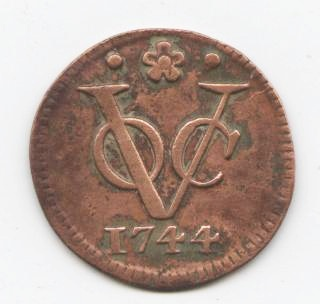
Duit in bronzo della Compagnia Olandese delle Indie Orientali (VOC), raffigurante la sua data di produzione e il monogramma. Il logo del VOC è stato forse il primo logo aziendale riconosciuto a livello mondiale. È considerato da molti un logo ben progettato che ne ha assicurato il successo in un momento in cui il concetto di identità aziendale era praticamente sconosciuto.

Tra il 2125 e il 1991 a.C., le griglie di progettazione apparvero nei disegni egiziani. Questo sviluppo è essenziale per il design del logo, perché assicura che i progettisti mantengano in modo efficace proporzioni e rapporti e garantisce una riproduzione uniforme dello stesso design.
Nell'Europa medievale appaiono due distinti linguaggi visivi: stemmi araldici e segnaletica simbolica.
L'araldica è un sistema di assegnazione di significato e status sociale agli elementi di design. Un certo insieme di colori e forme rappresenta una certa famiglia nobile.
In Alto Medioevo (900 - 1300 d.C.), la popolazione ha iniziato a crescere, portando sempre più persone a trasferirsi in città. La società si è spostata da stili di vita agrari autosufficienti a un commercio più specializzato e diversificato. Ciò significava più mercificazione poiché le persone non potevano produrre tutto ciò di cui avevano bisogno come in campagna. I negozi hanno iniziato ad appendere cartelli per identificare quali beni o servizi fornivano: si pensi ai pali a strisce dei negozi di barbiere e alle croci che rappresentano le farmacie.
Nel 1389, il re Riccardo II d'Inghilterra approvò una legge che imponeva agli stabilimenti che producevano birra di appendere un cartello che indicasse ciò che facevano. Questo ha portato le aziende a differenziarsi aggiungendo immagini araldiche ai loro segni. Un pub sarebbe diventato The Green Dragon, un altro Two Cocks. Tali immagini si sono trasformate in nomi, consentendo ai clienti di sviluppare un senso di fedeltà al marchio nei confronti del loro birraio preferito.
Nel 105 d.C. in Cina era iniziata l'industria della carta. Si estese in Giappone intorno al 610 d.C. Al contrario, fu solo intorno al 1276 d.C. che la carta fu prodotta per la prima volta in Italia dopo essere stata importata dai commercianti arabi in Europa.
Johannes Gutenberg ha inventato la macchina da stampa nel 1440, che ha reso la produzione di materiali stampati molto più comune, ponendo le basi per il design moderno del logo mentre gli autori e gli stampatori di materiali cercavano di rivendicare la proprietà del loro lavoro. Alla fine del XV secolo, vari stampatori utilizzavano i loghi per identificare le loro opere.
Durante il 1800, la produzione in serie di materiali stampati fu resa possibile dai cambiamenti nella struttura della macchina da stampa e dal suo nuovo design a vapore. La cromolitografia, che ha permesso la stampa a colori in massa per la prima volta in assoluto, è arrivata negli Stati Uniti nel 1840 e le etichette stampate colorate, le pubblicità e i poster sono diventati comuni.
Anche con la rivoluzione industriale è arrivata la classe media. Per la prima volta le persone che non erano nelle alte sfere della società avevano un reddito disponibile. Ciò ha portato ad un aumento dei centri commerciali e urbani. Quando le aziende si sono affermate e sono cresciute, il marchio si è evoluto.
Frank Mason Robinson progettò il logo della Coca-Cola nel 1885, dando inizio all'era moderna del design del logo.
Tra il 1910 e il 1913, i loghi commerciali divennero molto comuni negli Stati Uniti e in Europa. Nel 1914 i loghi si estesero oltre il mercato commerciale quando Pierre de Coubertin progettò la bandiera olimpica.

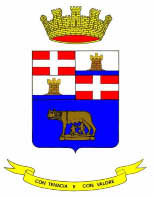
Stemma araldico del 44º Reggimento sostegno TLC "Penne", esercito italiano

Nel 1956, Paul Rand progettò l'iconico logo IBM pittografico con un occhio umano e un'ape. La maggior parte degli storici del logo vede questo come un punto di svolta nella storia del design del logo.
Tra il 1962 e il 1964, Charles Csuri e A. Michael Noll hanno creato alcune delle prime computer art, segnando i successivi cambiamenti nel design del logo.
Negli anni '70 sono state sviluppate le tecnologie di immagini generate al computer (CGI) e di disegno al computer (CAD).
Negli anni '90 ci fu la divulgazione del personal computer.
Nei primi anni 2000 Adobe ha portato alle masse sofisticati strumenti di progettazione grafica digitale con le quali costruire i loghi. Successivamente nacquero alternative free software e open source.
Normalmente si utilizza la grafica vettoriale per progettare i loghi poiché in questo modo possono essere stampati a qualsiasi grandezza e zoomati molto senza perdere qualità.
Con la nascita di internet sono nate delle piattaforme che consentono di creare loghi con modelli predefiniti (template) gratis o a pagamento. Una conseguenza di questo metodo è che più aziende, prodotti e servizi avranno lo stesso logo, o comunque molto simile alla concorrenza. Lo stesso rischio si ha se si utilizzano immagini gratis o a pagamento trovate online come pittogrammi, ideogrammi o monogrammi del proprio logo, oppure font fantasia molto comuni.

## Descrizione

### Tipologie

Il primo logo ad essere registrato è stato il triangolo rosso di Bass nel 1876

Un logo professionale permette di riconoscere l'azienda a cui si riferisce con effetto quasi immediato. Compito del logo è quello di ispirare fiducia e superiorità rispetto a un altro logo. Si tende inoltre ad accompagnare il logo con uno slogan, chiamato payoff, che aiuta a rafforzare l'identità del marchio (ad esempio: Nike – Just Do It).
Esistono diverse tipologie di logo che possono anche essere usate contemporaneamente nell'ambito del marchio:
- logotipo: è il segno grafico il cui referente è un'espressione fonetica, è un marchio scritto pronunciabile, per esempio il logotipo «Wikimedia». In tipografia, il logotipo è un carattere unico, in cui sono fuse insieme più lettere; per cui in editoria è l'insieme delle lettere intrecciate costituite dalle iniziali del nome dell'editore[28];
- pittogramma: è un segno iconico il cui referente è un oggetto o una classe di oggetti, un aspetto o un'azione che l'oggetto può esprimere;
- ideogramma: è un segno non iconico, o comunque con un basso grado di iconicità, e può pertanto non avere alcun richiamo alla realtà (per esempio: il panda del WWF o il coniglietto di Playboy);
- monogramma: è un simbolo grafico unitario ottenuto sovrapponendo o combinando in altro modo due o più lettere o altri grafemi;
- acronimo: costituito dalle prime lettere del nome dell’azienda o del prodotto;
- diagramma: formato da segni astratti che non richiamano elementi reali ma hanno un significato legato all'azienda.

Logotipo
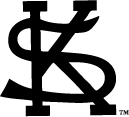
Monogramma
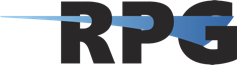
Acronimo
Diagramma
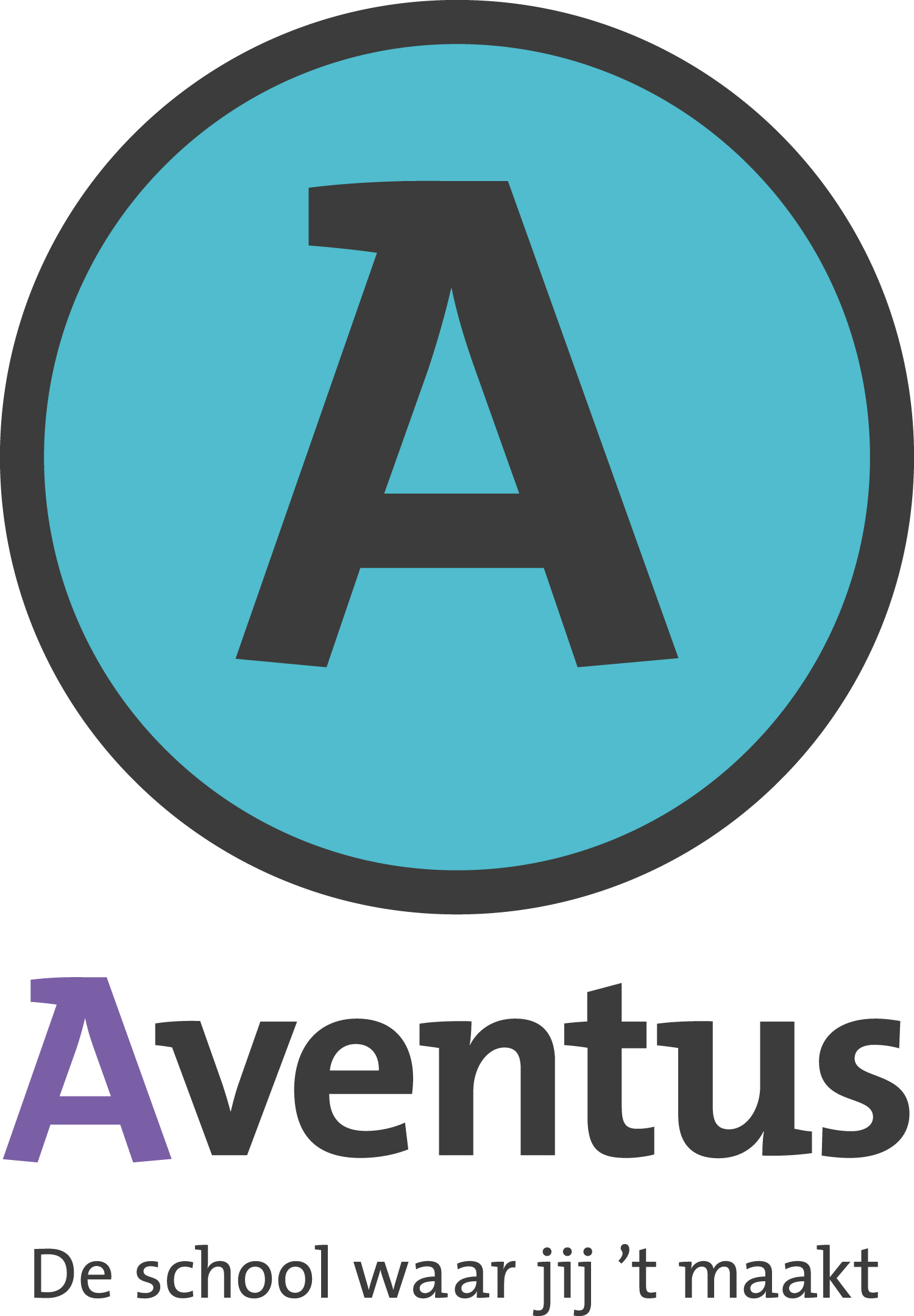
Pay-off
Pittogramma

### Concetti collegati
Anche se nel linguaggio comune qualche volta sono utilizzati come sinonimi, i seguenti termini hanno ciascuno un proprio diverso significato:
- Logo
- Marca
- Marchio
- Ragione sociale

### Colore del logo

Farbkreis di Johannes Itten (1961)

Il colore è un elemento chiave nel design del logo e svolge un ruolo importante nella differenziazione del marchio. I colori possono avere conseguenze immense sui nostri stati d'animo. Sono notevolmente dominanti al punto da poter manipolare prospettive, emozioni e reazioni.
La scelta del colore del logo di un'organizzazione è una decisione importante a causa delle sue implicazioni a lungo termine e del suo ruolo nel creare differenziazione tra i loghi dei concorrenti. Una metodologia per identificare i potenziali colori del logo all'interno di un settore industriale è la mappatura dei colori, in base alla quale i colori del logo esistenti vengono identificati, mappati e valutati sistematicamente.

### Processo di progettazione del logo
La progettazione di un logo spesso richiede il coinvolgimento di un team di marketing che collabora con lo studio di progettazione grafica. Prima di progettare un logo, deve esserci una chiara definizione del concetto e dei valori del marchio, nonché la comprensione del consumatore o del gruppo target. Ampi passaggi nel processo di progettazione del logo includono ricerca, concettualizzazione, indagine sulla concorrenza, perfezionamento del design scelto, test tra diverse opzioni e infine adozione e produzione del marchio scelto. Il processo di restyling di un logo, ossia il mantenimento del design base ma modernizzato e ristrutturato rispetto alle versioni passate è detto rebranding. Tuttavia è capitato nella storia che più aziende avessero loghi molto simili.

### Applicazione della psicologia della Gestalt
I seguenti esempi mostrano come le regole della Gestalt possono essere usate nella costruzione di un logo:

Regola della prossimità: riconosciamo istantaneamente la sagoma delle tre lettere perché tendiamo a percepire gli oggetti che sono vicini tra loro come una serie di linee, come un gruppo.

Regola di somiglianza: i singoli elementi condividono un qualche tipo di tratti simili, il cervello umano li organizzerà in un gruppo e li percepirà come un tutto.

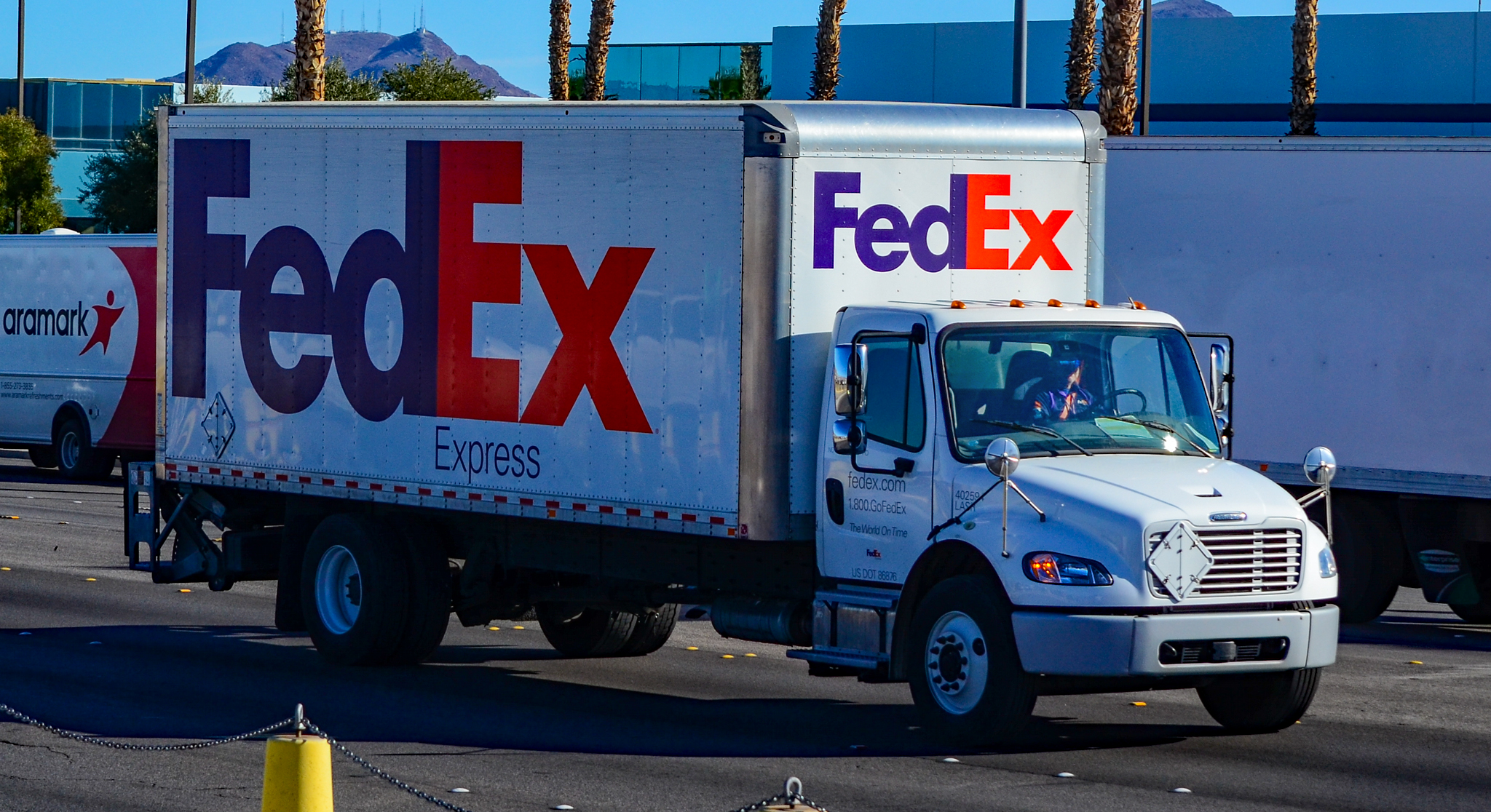
Regola di chiusura e di figura-sfondo: descrive la capacità del cervello di completare una forma o un oggetto, anche quando non è contenuto o chiuso completamente.

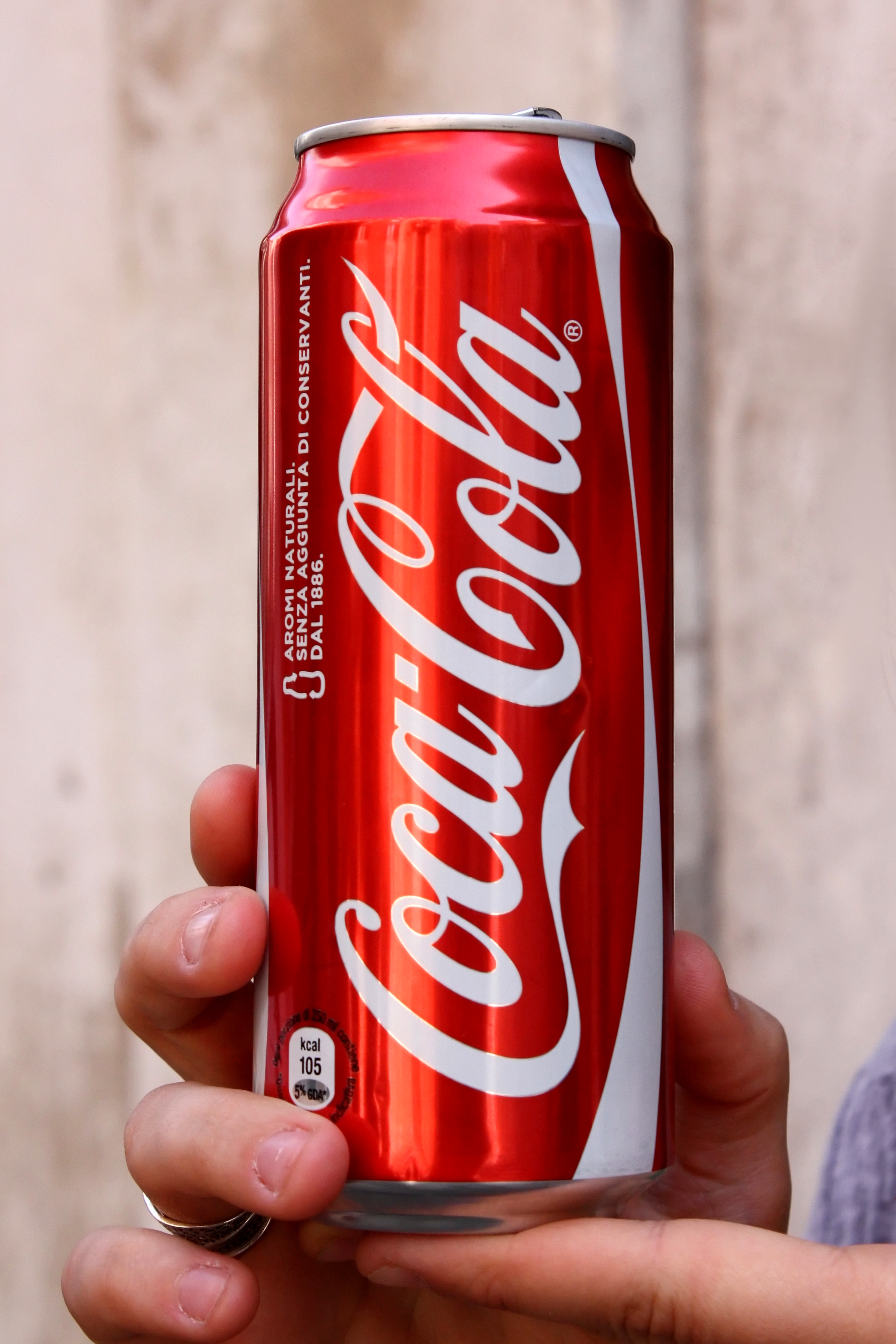
Legge di continuità: gli elementi che sono allineati tra loro sono associati visivamente.

### Utilizzo della sezione aurea
La sezione aurea o rapporto aureo o numero aureo o costante di Fidia o proporzione divina, nell'ambito delle arti figurative e della matematica.

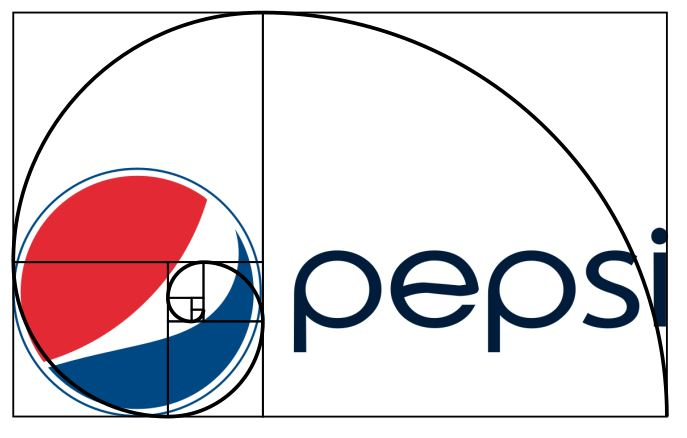
Logo creato con sezione aurea

### Uso della regola dei terzi
La regola dei terzi è un accorgimento che è stato utilizzato per secoli dai pittori ed è tuttora molto diffuso nella composizione di una fotografia e nel graphic design. 

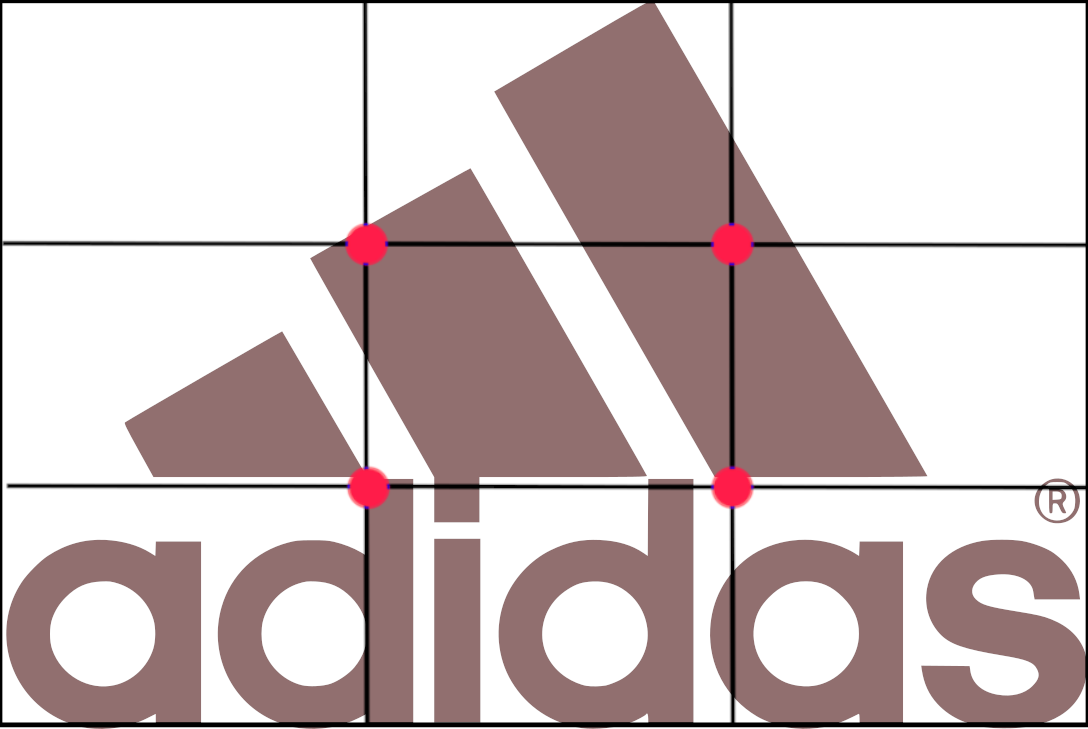
Logo creato con regola dei terzi

### Utilizzo delle griglie

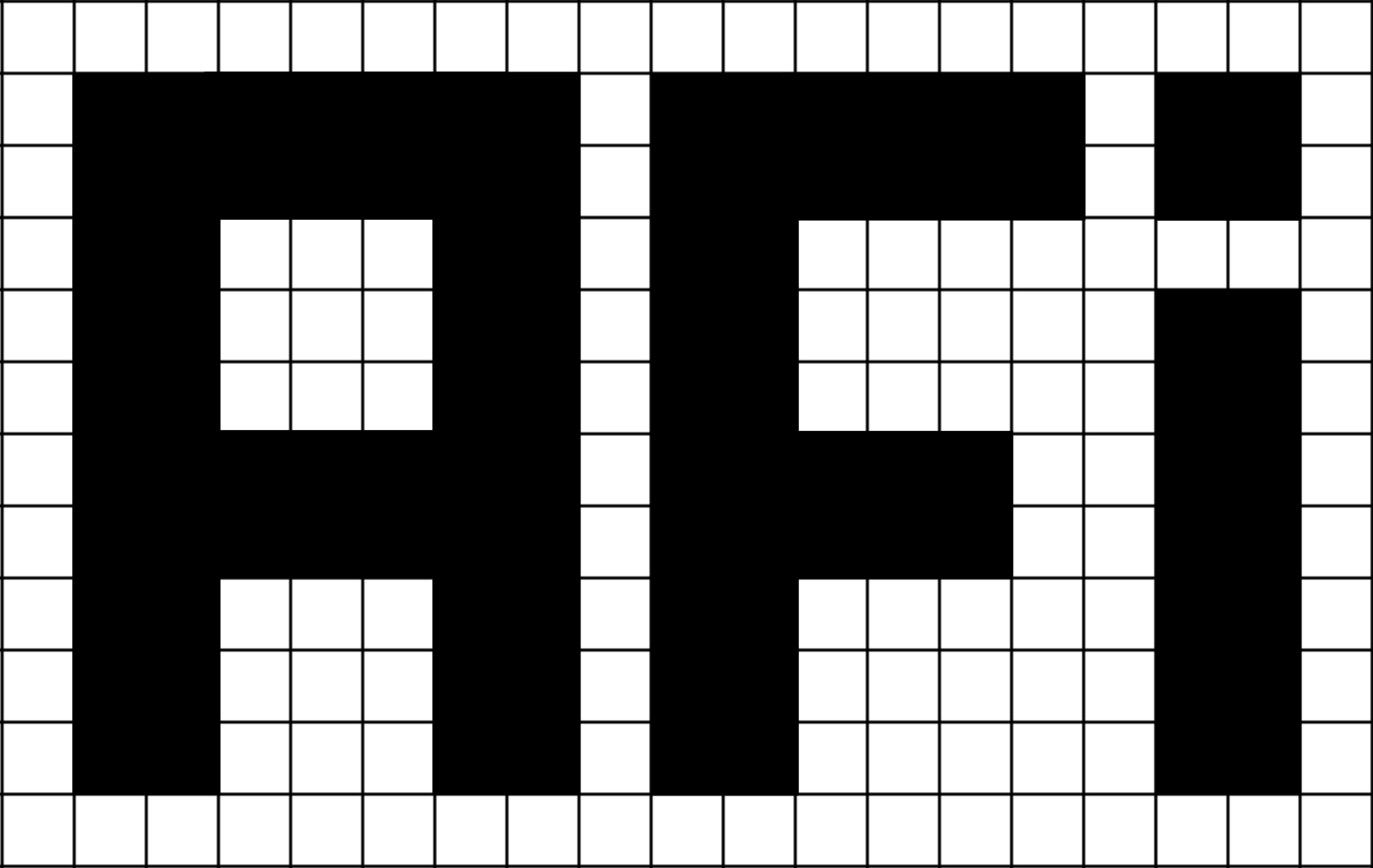
Logo creato con griglie

### Uso del flat design

Esempio di logo "flat"

Il Flat Design (in italiano Design Piatto) è un genere di design dell'interfaccia utente minimalista (UI) o linguaggio di progettazione, comunemente utilizzato nelle interfacce utente grafiche (come applicazioni Web e app mobili), specialmente in materiali grafici come poster, arti, documenti guida, prodotti editoriali.

### Loghi dinamici
Nel 1898 il produttore di pneumatici francese Michelin introdusse l'omino Michelin, un personaggio dei cartoni animati presentato in molti contesti diversi, come mangiare, bere e fare sport. All'inizio del 21º secolo, grandi aziende come MTV, Nickelodeon, Google, Morton Salt e Saks Fifth Avenue avevano adottato loghi dinamici che cambiavano nel tempo.

L'omino Michelin è stato spesso usato in diverse pose, situazioni e aspetti. Fu anche riprodotto sotto forma di personaggio animato, pupazzo e costume
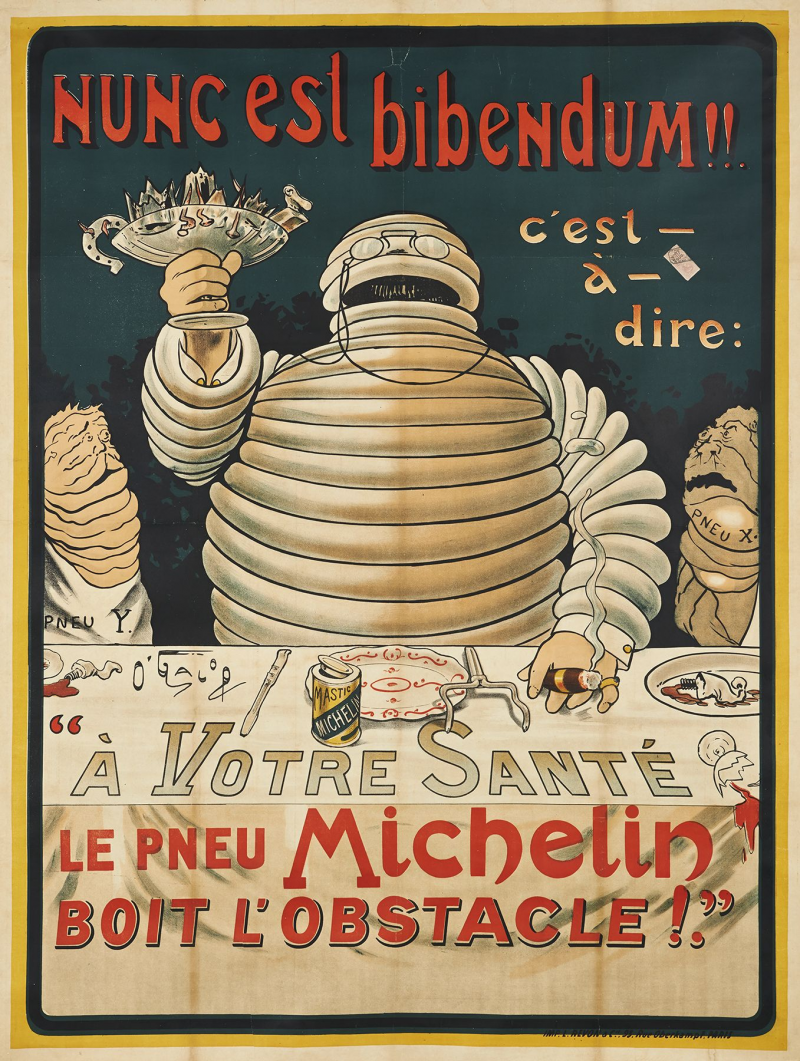
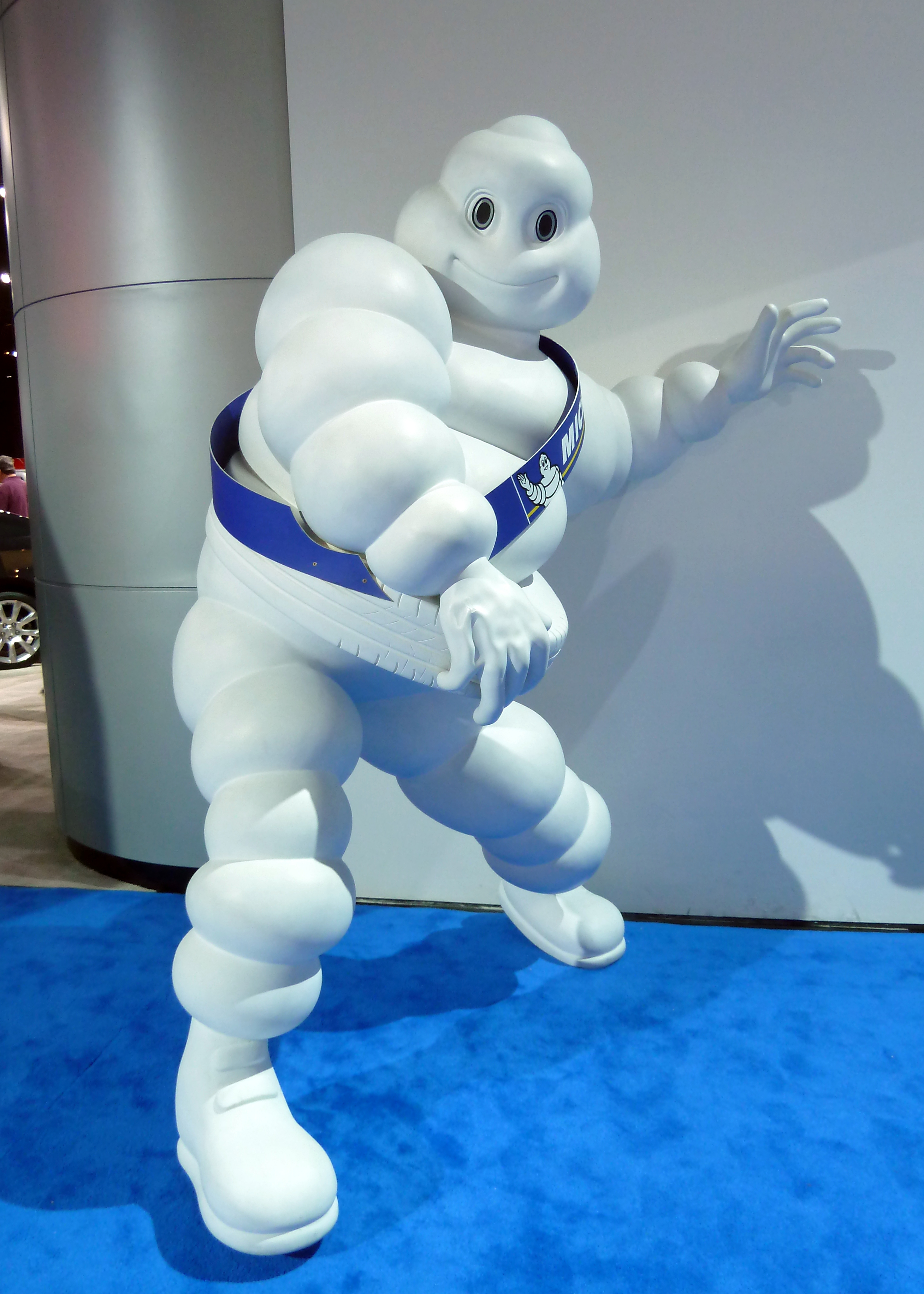
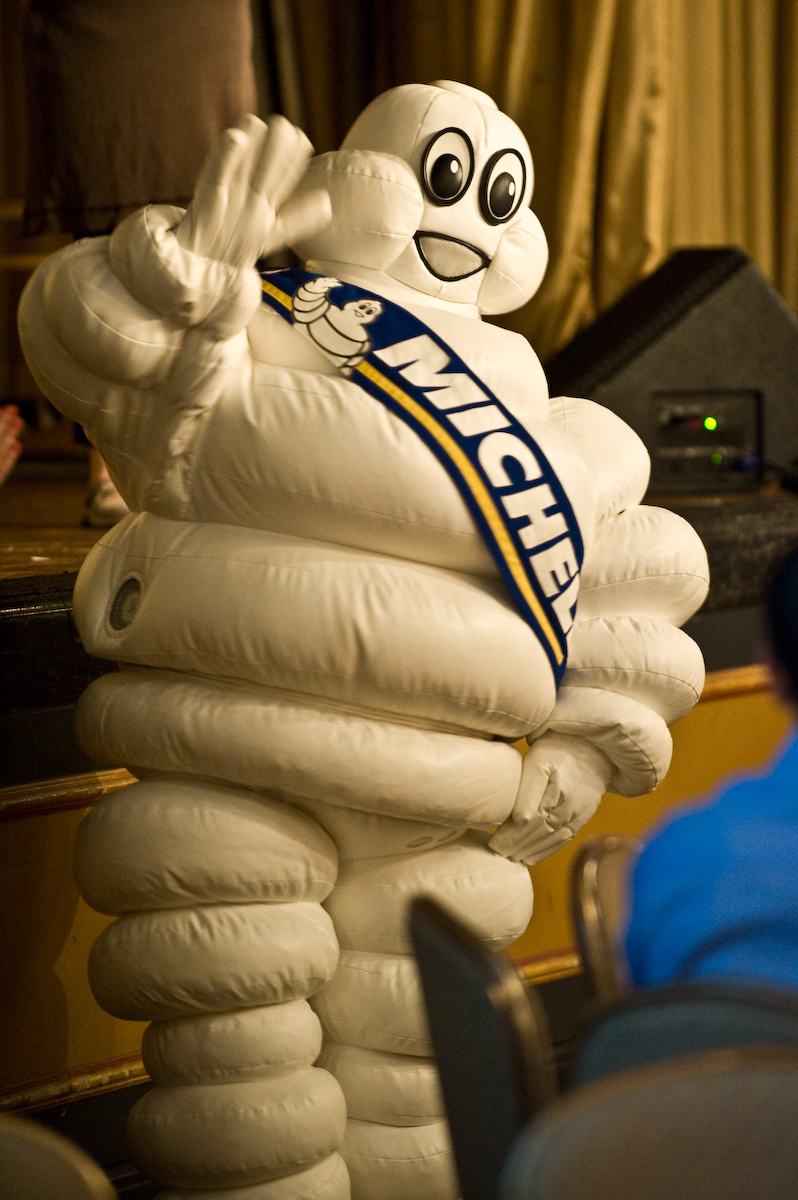

### Evoluzione del logo
Nel corso del tempo alcune aziende hanno cambiato il proprio logo (totalmente o parzialmente) evolvendolo in base a varie esigenze, sia aziendali sia di cambiamento delle mode all'interno del graphic design.

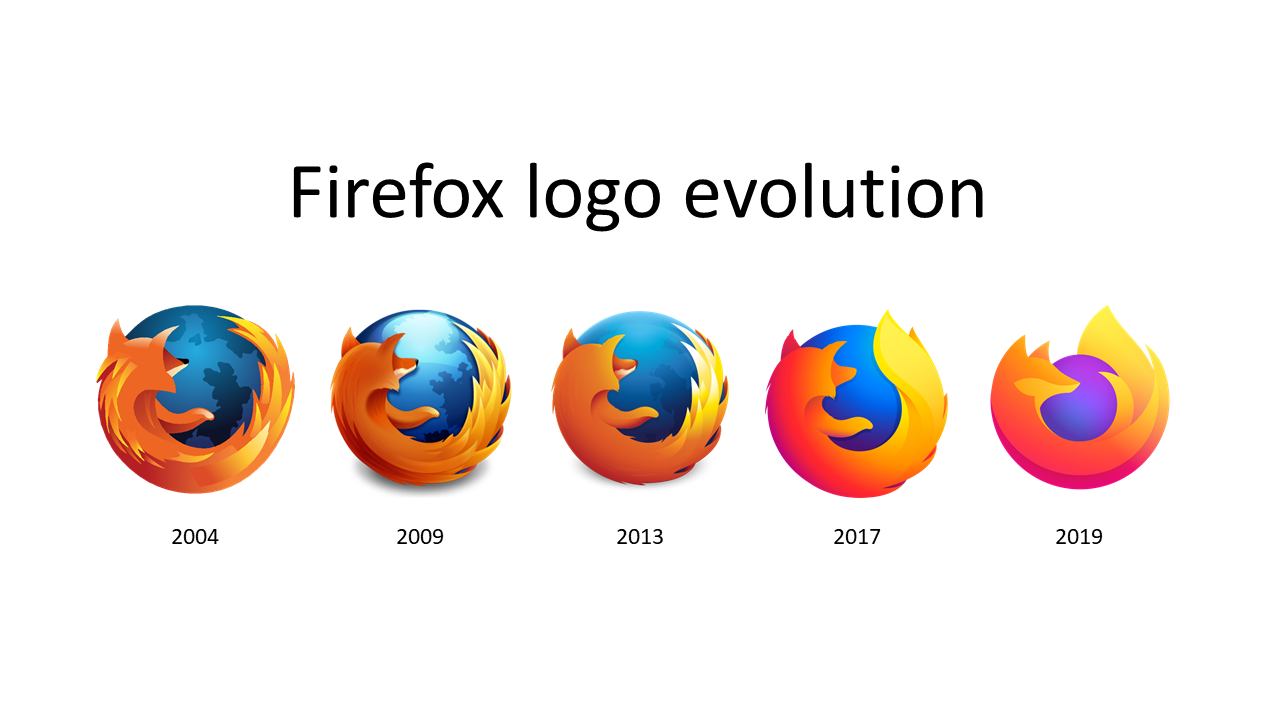
Il logo del browser Mozilla Firefox è stato cambiato ed evoluto nel tempo

### Loghi compatibili con Internet

Esempio di logo GIF animato

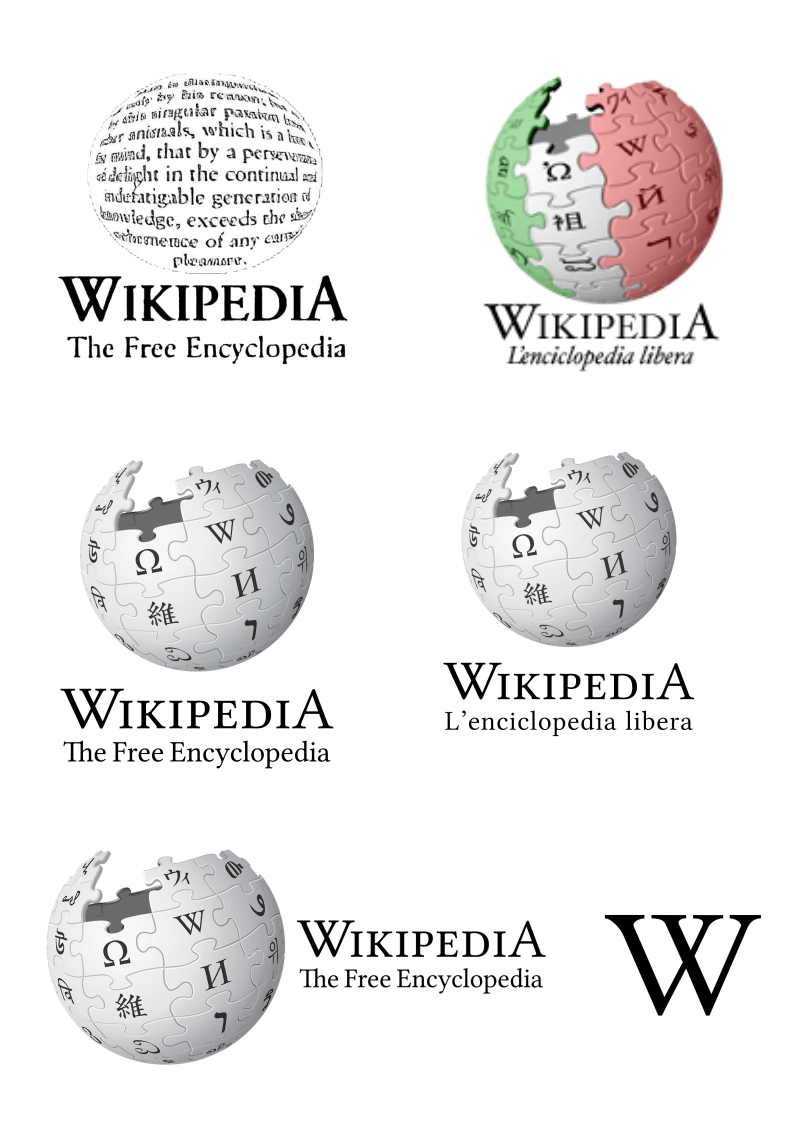
Varie versioni del logo di Wikipedia. La W del logo è utilizzata come Favicon. Il logo viene accompagnato dal pay-off "L'enciclopedia libera"

Un'azienda che utilizza logotipi potrebbe desiderare un logo che corrisponda all'indirizzo Internet dell'azienda. Per logotipi brevi composti da due o tre caratteri, più aziende utilizzano le stesse lettere. Un logo "CA", ad esempio, viene utilizzato dalla banca francese Credit Agricole,  dal rivenditore di abbigliamento olandese C&A e dalla società di software statunitense CA Technologies,  ma solo uno può avere il nome di dominio Internet CA.com.
Fin dall'invenzione degli smartphone, un logo viene progettato sia per grandi monitor sia per piccoli dispositivi palmari. Con il costante cambio di dimensione, i designer di loghi si stanno spostando verso un approccio più audace e semplice, con linee e forme pesanti e colori a tinta unita. Ciò riduce la confusione quando viene mescolato con altri loghi in spazi ristretti e quando viene ridimensionato tra i media. I social network come Twitter, Facebook e LinkedIn ne sono un esempio.
All'arrivo di Adobe Flash (obsoleto dal 31 dicembre 2020) e del formato immagine GIF, iniziarono a diffondersi le animazioni, e quindi i loghi animati, successivamente creati con HTML5 e CSS3.

#### Loghi responsivi
Con l'arrivo del web responsive anche alcuni loghi sono stati ripensati per adattarsi ai vari dispositivi mobili.
| Logo Adidas in varie versioni | Concept del web design responsivo |
| ----------------------------- | --------------------------------- |
|                               |                                   |
|                               |                                   |
|                               |                                   |
|                               |                                   |

## Protezione del design
I loghi e il loro design possono essere protetti dal diritto d'autore, tramite varie organizzazioni di proprietà intellettuale in tutto il mondo che mettono a disposizione procedure di domanda per registrare un logo per dargli protezione legale. Ad esempio, nel Regno Unito, l'Ufficio per la proprietà intellettuale disciplina i disegni, i brevetti e i marchi registrati. Normalmente, la registrazione del marchio non "reclamerà" i colori utilizzati, il che significa che è il design visivo che sarà protetto, anche se è riprodotto in una varietà di altri colori o sfondi.
In alcuni paesi, in particolare i paesi di diritto civile, la soglia di originalità richiesta per la protezione del copyright può essere piuttosto elevata, quindi un logo che contiene semplici forme geometriche o testi potrebbe non essere idoneo per la protezione del copyright sebbene possa essere protetto come marchio.

## Parodie di loghi famosi
Sono state prodotte alcune parodie di loghi famosi, diffuse sia online che offline.

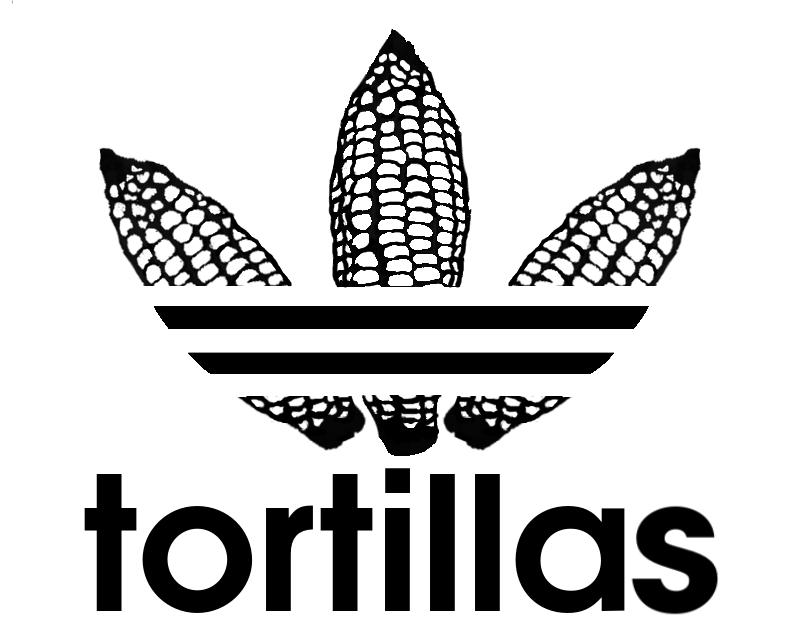
Parodia del logo Adidas
Parodia del logo della National Security Administration, creato dal designer dell'EFF Hugh D'Andrade.
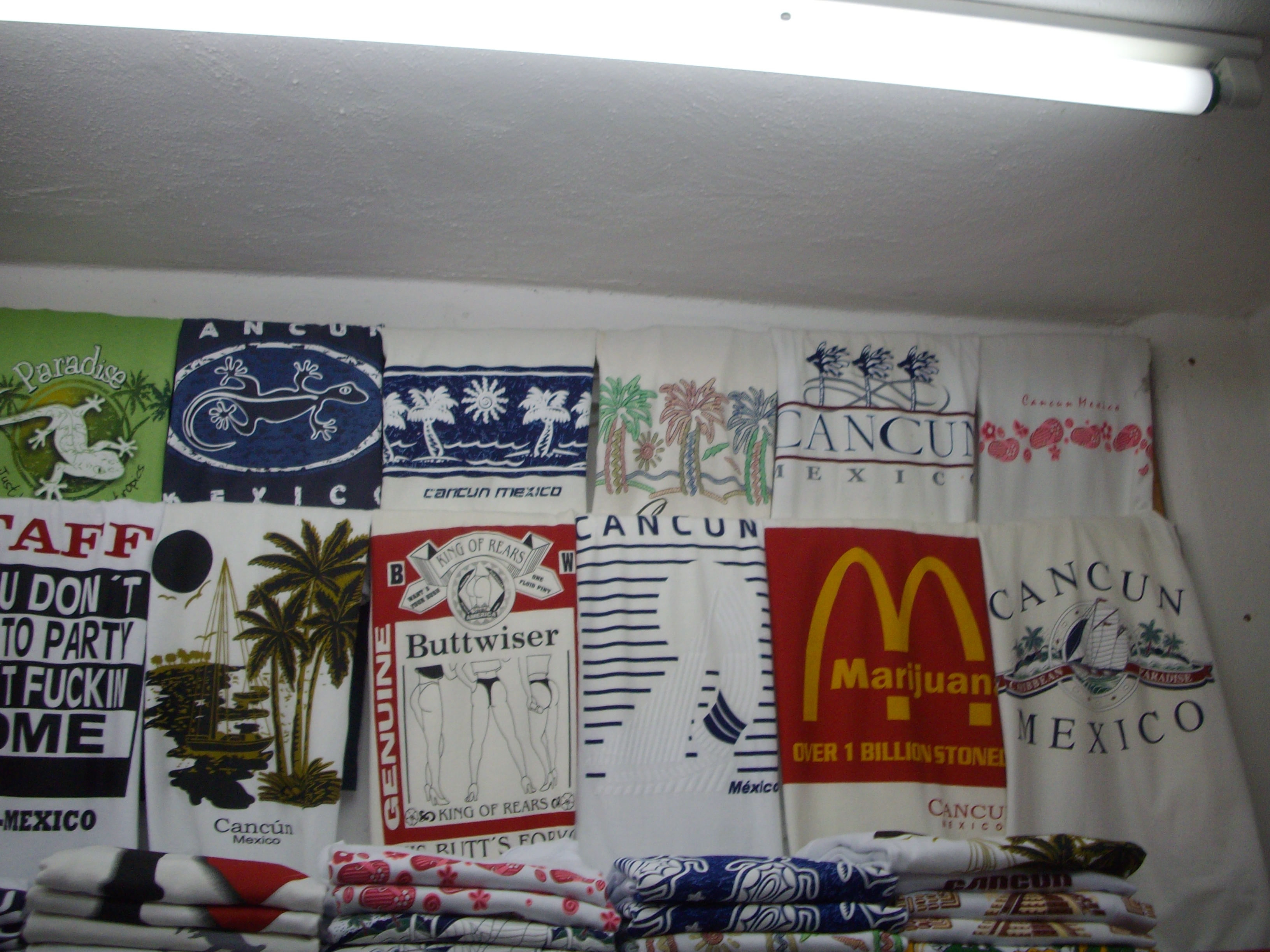
Alcune parodie di loghi famosi, tra cui McDonald's
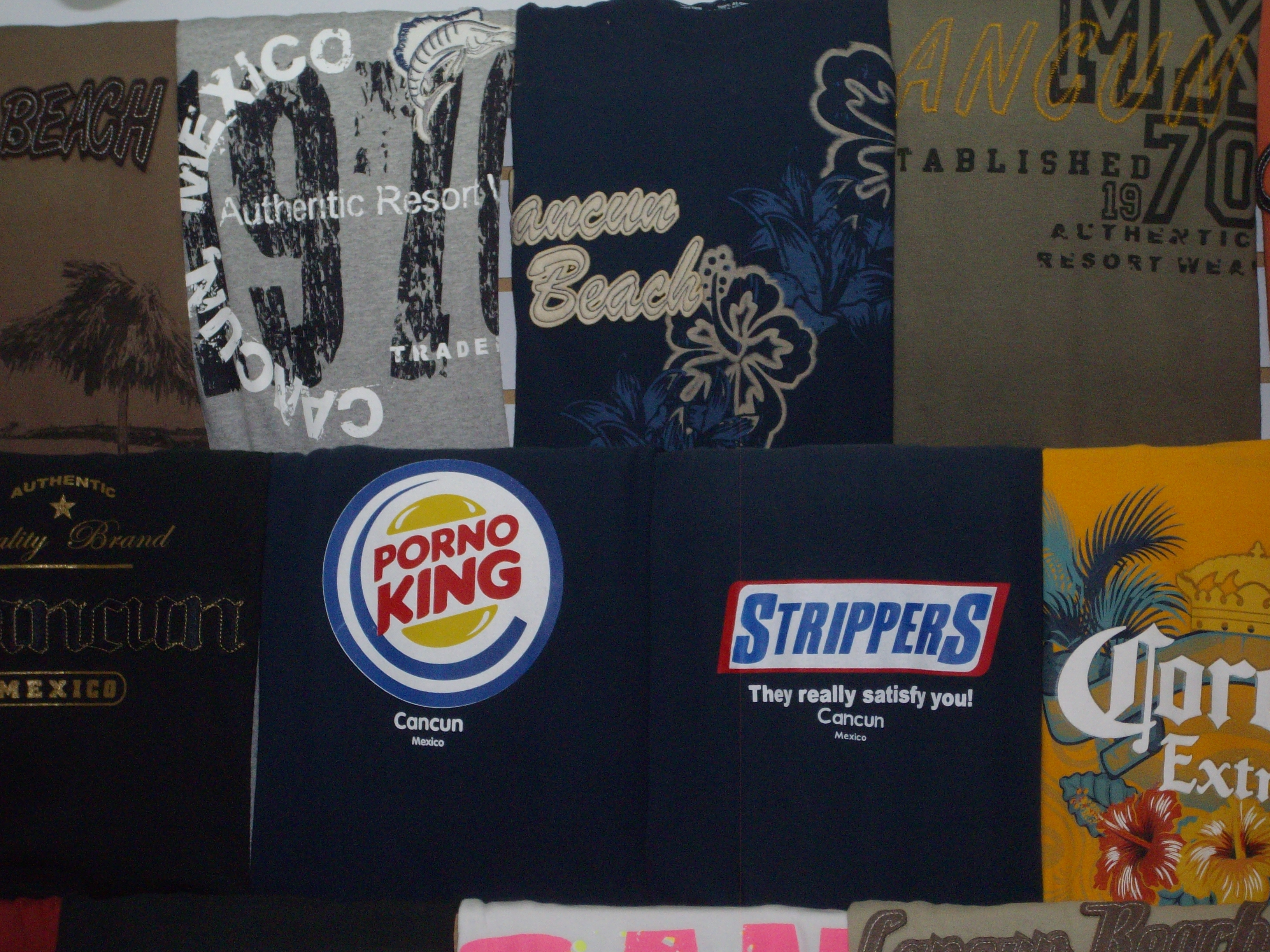
Alcune parodie di loghi famosi, tra cui Burger King
Parodia del logo Samsung
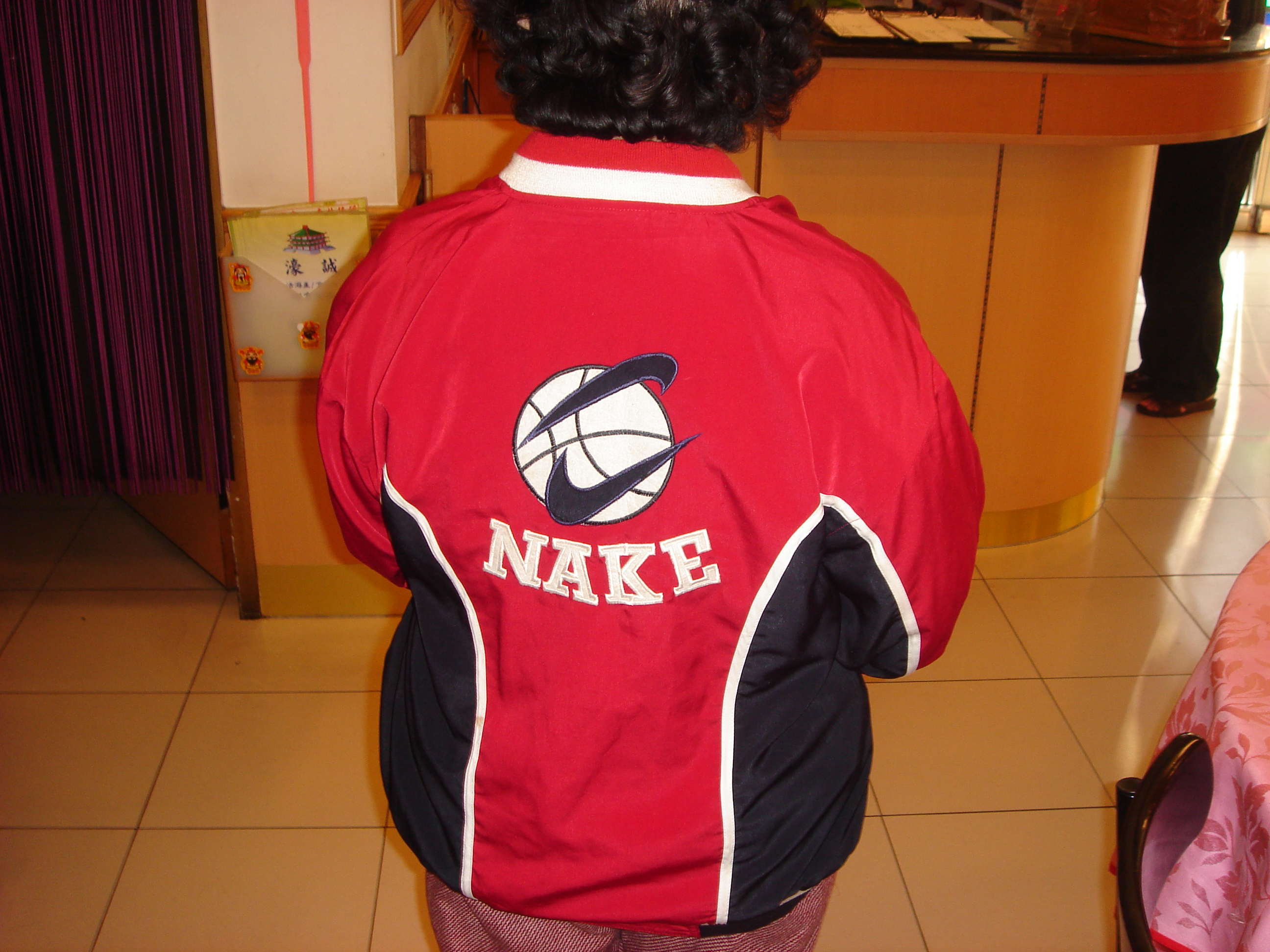
Parodia del logo Nike

## Cliché nei loghi: galleria d'immagini
Di seguito alcuni esempi di cliché nei loghi:

Forme comuni: triangoli, rettangoli, cerchi, ...
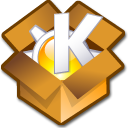
Gradienti di colore e con lo stile delle applicazioni per dispositivo mobile
Linguaggio fumettistico
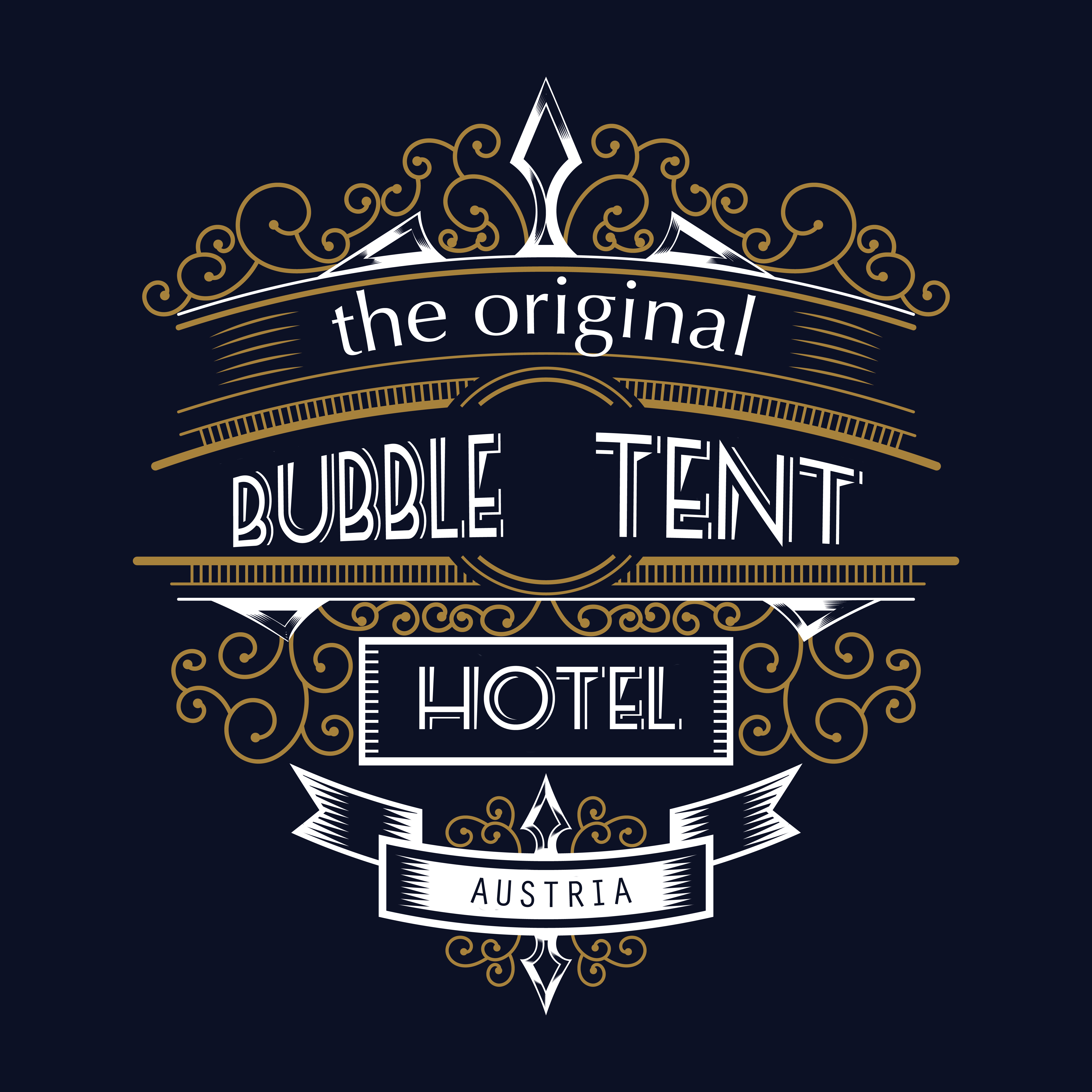
Stile barocco ricco di particolari e/o font diversi tra loro
Uso di clip art e foto stock
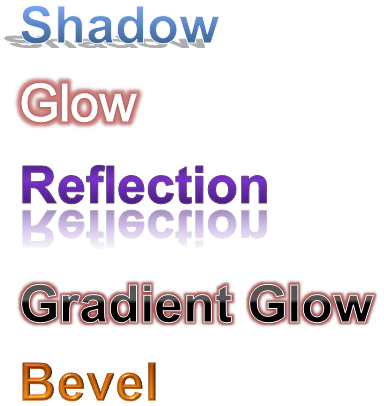
Uso di riflessi, ombre, rilievi, effetti sfocatura, tracciati e font comuni come Helvetica, Times New Roman, Arial, ...
Uso vario di colori
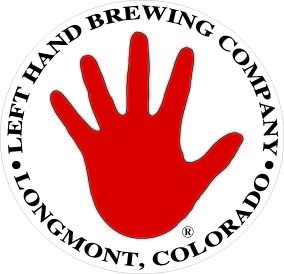
Mani e testo su forma
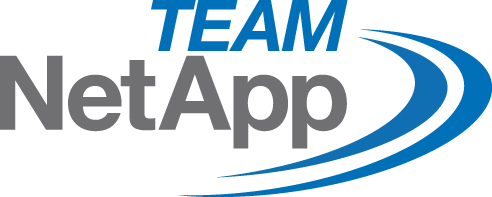
Segni astratti come archi, linee, punti, frecce, segmenti, ...
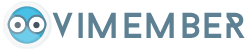
Smile, frecce del mouse, schermi e altri elementi del mondo del web e della tecnologia
Immagini realistiche